# Supercopa de Alemania 2021
La DFL Supercup 2021 fue la  duodécima edición de la Supercopa de Alemania. Fue el partido de fútbol anual disputado entre los ganadores de la pasada temporada de la Bundesliga y la DFB-Pokal. El partido tuvo lugar el 17 de agosto de 2021. 
El partido enfrentó al Bayern Múnich, campeón de la Bundesliga 2020-21, contra el campeón de la Copa de Alemania 2020-21 el Borussia Dortmund. Borussia Dortmund, los campeones de la DFB-Pokal, fueron los anfitriones en el Signal Iduna Park en Dortmund. El equipo bávaro ganó por 3-1 en los 90 minutos y consiguió su noveno título de Supercopa alemana.

## Equipos participantes
| Bayern de Múnich  |  |  |  | Campeón de la 1. Bundesliga 2020-21    |
| Borussia Dortmund |  |  |  | Campeón de la Copa de Alemania 2020-21 |

## Partido
El horario corresponde al huso horario de Alemania (Hora central europea): UTC+2 en horario de verano (CEST).
| 17 de agosto | Borussia Dortmund | 1:3 (0:1)                     | Bayern Múnich                     | Signal Iduna Park, Dortmund                                                   |                                                                               |
| 20:30        | Reus 64'          | DFB Reporte Soccerway Reporte | Lewandowski 41', 74' · Müller 49' | Asistencia: 24 742 espectadores Árbitro(s): Sascha Stegemann VAR: Tobias Welz | Asistencia: 24 742 espectadores Árbitro(s): Sascha Stegemann VAR: Tobias Welz |

| 1          | Guardameta     | Gregor Kobel      |     |
| 30         | Defensa        | Felix Passlack    | 84' |
| 28         | Defensa        | Axel Witsel       |     |
| 16         | Defensa        | Manuel Akanji     |     |
| 14         | Defensa        | Nico Schulz       |     |
| 22         | Centrocampista | Jude Bellingham   | 84' |
| 8          | Centrocampista | Mahmoud Dahoud    |     |
| 7          | Centrocampista | Giovanni Reyna    | 78' |
| 18         | Delantero      | Youssoufa Moukoko | 58' |
| 9          | Delantero      | Erling Haaland    |     |
| 11         | Delantero      | Marco Reus        |     |
| Entrenador | Entrenador     | Marco Rose        |     |

| 1          | Guardameta     | Manuel Neuer       |     |
| 44         | Defensa        | Josip Stanišić     | 87' |
| 2          | Defensa        | Dayot Upamecano    |     |
| 4          | Defensa        | Niklas Süle        |     |
| 19         | Defensa        | Alphonso Davies    |     |
| 6          | Centrocampista | Joshua Kimmich     |     |
| 8          | Centrocampista | Leon Goretzka      |     |
| 11         | Centrocampista | Kingsley Coman     | 49' |
| 25         | Centrocampista | Thomas Müller      | 73' |
| 7          | Centrocampista | Serge Gnabry       | 73' |
| 9          | Delantero      | Robert Lewandowski | 88' |
| Entrenador | Entrenador     | Julian Nagelsmann  |     |

| 21 | Delantero      | Donyell Malen | 58' |
| 46 | Centrocampista | Marco Pašalić | 78' |
| 20 | Centrocampista | Reinier       | 84' |
| 39 | Centrocampista | Marius Wolf   | 84' |

| 10 | Delantero      | Leroy Sané               | 49' |
| 24 | Centrocampista | Corentin Tolisso         | 73' |
| 42 | Centrocampista | Jamal Musiala            | 73' |
| 20 | Defensa        | Bouna Sarr               | 87' |
| 13 | Delantero      | Eric Maxim Choupo-Moting | 88' |

| Anotado | 64' | Marco Reus | 1−2 |

| Anotado | 41' | Robert Lewandowski | 0−1 |
| Anotado | 49' | Thomas Müller      | 0−2 |
| Anotado | 74' | Robert Lewandowski | 1−3 |

| Amonestado | 25' | Marco Reus     |
| Amonestado | 32' | Mahmoud Dahoud |

| Amonestado | 23'   | Niklas Süle              |
| Amonestado | 83'   | Leroy Sané               |
| Amonestado | 90+3' | Eric Maxim Choupo-Moting |

| Árbitro             | Sascha Stegemann   |
| Árbitros asistentes | Mike Pickel        |
| Árbitros asistentes | Frederick Assmuth  |
| Cuarto árbitro      | Florian Badstübner |
| VAR                 | Tobias Welz        |
| Adicional VAR       | Robert Wessel      |

| 1          | Guardameta     | Gregor Kobel      |     |
| 30         | Defensa        | Felix Passlack    | 84' |
| 28         | Defensa        | Axel Witsel       |     |
| 16         | Defensa        | Manuel Akanji     |     |
| 14         | Defensa        | Nico Schulz       |     |
| 22         | Centrocampista | Jude Bellingham   | 84' |
| 8          | Centrocampista | Mahmoud Dahoud    |     |
| 7          | Centrocampista | Giovanni Reyna    | 78' |
| 18         | Delantero      | Youssoufa Moukoko | 58' |
| 9          | Delantero      | Erling Haaland    |     |
| 11         | Delantero      | Marco Reus        |     |
| Entrenador | Entrenador     | Marco Rose        |     |

| 1          | Guardameta     | Manuel Neuer       |     |
| 44         | Defensa        | Josip Stanišić     | 87' |
| 2          | Defensa        | Dayot Upamecano    |     |
| 4          | Defensa        | Niklas Süle        |     |
| 19         | Defensa        | Alphonso Davies    |     |
| 6          | Centrocampista | Joshua Kimmich     |     |
| 8          | Centrocampista | Leon Goretzka      |     |
| 11         | Centrocampista | Kingsley Coman     | 49' |
| 25         | Centrocampista | Thomas Müller      | 73' |
| 7          | Centrocampista | Serge Gnabry       | 73' |
| 9          | Delantero      | Robert Lewandowski | 88' |
| Entrenador | Entrenador     | Julian Nagelsmann  |     |

| 21 | Delantero      | Donyell Malen | 58' |
| 46 | Centrocampista | Marco Pašalić | 78' |
| 20 | Centrocampista | Reinier       | 84' |
| 39 | Centrocampista | Marius Wolf   | 84' |

| 10 | Delantero      | Leroy Sané               | 49' |
| 24 | Centrocampista | Corentin Tolisso         | 73' |
| 42 | Centrocampista | Jamal Musiala            | 73' |
| 20 | Defensa        | Bouna Sarr               | 87' |
| 13 | Delantero      | Eric Maxim Choupo-Moting | 88' |

| Anotado | 64' | Marco Reus | 1−2 |

| Anotado | 41' | Robert Lewandowski | 0−1 |
| Anotado | 49' | Thomas Müller      | 0−2 |
| Anotado | 74' | Robert Lewandowski | 1−3 |

| Amonestado | 25' | Marco Reus     |
| Amonestado | 32' | Mahmoud Dahoud |

| Amonestado | 23'   | Niklas Süle              |
| Amonestado | 83'   | Leroy Sané               |
| Amonestado | 90+3' | Eric Maxim Choupo-Moting |

| Árbitro             | Sascha Stegemann   |
| Árbitros asistentes | Mike Pickel        |
| Árbitros asistentes | Frederick Assmuth  |
| Cuarto árbitro      | Florian Badstübner |
| VAR                 | Tobias Welz        |
| Adicional VAR       | Robert Wessel      |

| \| Estadísticas \| Borussia Dortmund \| Bayern Múnich \| \| ---------------------- \| ----------------- \| ------------- \| \| Tiros \| 8 \| 17 \| \| Tiros al arco \| 5 \| 6 \| \| Faltas \| 13 \| 14 \| \| Penales \| 0 \| 0 \| \| Tiros de esquina \| 5 \| 6 \| \| Fueras de juego \| 4 \| 0 \| \| Tarjetas amarillas \| 2 \| 3 \| \| Tarjetas rojas \| 0 \| 0 \| \| Posesión \| 49% \| 51% \| \| Pases \| 455 \| 471 \| \| Precisión de los pases \| 80% \| 80% \| | Alineación inicial |               |
| Estadísticas | Borussia Dortmund  | Bayern Múnich |
| Tiros | 8                  | 17            |
| Tiros al arco | 5                  | 6             |
| Faltas | 13                 | 14            |
| Penales | 0                  | 0             |
| Tiros de esquina | 5                  | 6             |
| Fueras de juego | 4                  | 0             |
| Tarjetas amarillas | 2                  | 3             |
| Tarjetas rojas | 0                  | 0             |
| Posesión | 49%                | 51%           |
| Pases | 455                | 471           |
| Precisión de los pases | 80%                | 80%           |

|                                     |
| Bandera del Estado Libre de Baviera |
| Campeón Bayern de Múnich 9.º título |